# Diagonal (linjär algebra)
Inom linjär algebra är en diagonal, i en kvadratisk matris, följden av element från dess övre vänstra till dess nedre högra hörn. Med andra ord, om n×n-matrisen A har elementet aij i den unika positionen i rad i och kolumn j, så består dess diagonal av följden {\displaystyle (a_{11},a_{22},\ldots ,a_{nn})}. Ibland kallas inte bara denna följd, huvuddiagonalen, för diagonal, utan varje följd om n element som har precis ett element ur varje rad och precis ett element ur varje kolonn kallas för en diagonal. Med denna vidare definition blir till exempel (för n=3) {\displaystyle (a_{12},a_{23},a_{31})} en diagonal. En n×n-matris har i denna mening n! (n-fakultet) många diagonaler.